# Federico González Garza
Federico González Garza (Saltillo, Coahuila; 7 de marzo de 1876 - Ciudad de México, 20 de octubre de 1951) fue un abogado y político mexicano, uno de los precursores de la Revolución mexicana, fiel colaborador de Francisco I. Madero. Llegó a ser gobernador del Distrito Federal, teniendo que renunciar pocos días antes del estallido de la Decena Trágica. Fue hermano mayor del presidente de México Roque González Garza.

## Biografía
Nació en Saltillo, Coahuila, el 7 de marzo de 1876, siendo el octavo de los 16 hijos de don Agustín G. González y de Prisciliana Garza. Estudió en el Ateneo Fuente de Saltillo, y en 1893, siendo aún estudiante, participó en la campaña contra el gobierno de José María Garza Galán, lo que hizo que fuera expulsado del colegio a los 17 años. Posteriormente pasó a vivir a la Ciudad de México, en donde ingresó a la Escuela Nacional de Jurisprudencia y al poco tiempo tuvo que abandonar la carrera por haber quedado huérfano y en una situación económica muy difícil, por lo que tuvo que dedicarse a un trabajo productivo para ayudar al sostenimiento de la familia.
González Garza trabajó como telegrafista en provincia, y después fue jefe de la Oficina de Telégrafos en San Pedro de las Colonias, Coahuila. Ahí tuvo la oportunidad de entablar contacto muy estrecho con Francisco I. Madero. En 1898 se trasladó de nuevo a la Ciudad de México para continuar su carrera de abogado, sin dejar de trabajar como telegrafista.
Al concluir su carrera, Federico González Garza se dedicó a su profesión de abogado. Fue maderista desde los orígenes del movimiento; figuró en el Comité Organizador del Partido Antirreeleccionista, desarrolló una importante campaña de prensa, publicó diversos artículos en "El Antirreeleccionista" y fue redactor del manifiesto en donde se pedía la anulación de las elecciones de 1910. Además acompañó al señor Madero a San Antonio, Texas y participó en la discusión y elaboración del Plan de San Luis. 
En el gabinete maderista de Ciudad Juárez fue nombrado Secretario de Gobernación, y ya Madero como presidente, González Garza se convirtió en secretario general provisional del gobierno de Coahuila; subsecretario de Gobernación, presidente del Senado y Gobernador del Distrito Federal. 
El 18 de febrero de 1913, González Garza visitó desde temprana hora a Madero en Chapultepec y lo acompañó hasta el Palacio Nacional. Estuvo presente en los momentos en que se pretendió asesinar a Madero en su propio despacho. Fue aprehendido por el general Aureliano Blanquet.
Tras el cuartelazo se unió a las filas del general Francisco Villa. Con Venustiano Carranza se incorporó a la lucha contra Victoriano Huerta, aunque se dice que nunca fue de la entera confianza de Carranza. Siendo miembro del Ejército Constitucionalista firmó el acta de la junta de jefes y oficiales revolucionarios, el 6 de agosto de 1913, que, convocada por Lucio Blanco, se celebró en Matamoros, Tamaulipas. 
Ahí se analizaron los trabajos de la Comisión Especial Constitucionalista que estudiaba el reparto agrario de la hacienda Los Borregos. Esta junts está considerada como el principio del agrarismo dentro de la revolución constitucionalista.
Fue en la Convención de Aguascalientes de los más destacados, al igual que su hermano Roque. Al triunfo de Carranza, tuvo necesidad de exiliarse a los Estados Unidos en 1916, regresando después de la muerte de Carranza.
Después de los movimientos armados de la Revolución, González Garza fue senador, Jefe del Departamento Legal del Banco de México y Ministro de la Suprema Corte de Justicia de la Nación. Legó algunas obras sobre la Historia de México:
- El gobierno constitucional en los Estados Unidos
- La Revolución Mexicana. Mi contribución político-literaria
- El problema fundamental de México
- ¿Cumplen las escuelas oficiales, especialmente las llamadas preparatorias, su misión educativa en México? (Nueva York, 1917)
- El testamento político de Madero (discurso, México, 1921)

El licenciado González Garza falleció en la Ciudad de México, el 20 de octubre de 1951. Fue sepultado en el Panteón Francés.